# Benjamin Lacombe
Benjamín Lacombe es un ilustrador y autor francés nacido el 12 de julio de 1982 en París, donde actualmente vive y trabaja. Sus ilustraciones se destacan por un estilo caricaturesco que denotan elegancia, fragilidad y melancolía.

## Biografía
En 2001 se unió a la Escuela Nacional de Artes Decorativas (ENSAD), en París, donde continuó su formación artística. Durante sus estudios, Benjamín trabajó en publicidad y animación y, con sólo 19 años, edita su primer cómic.
Lo que en un principio fue su proyecto de fin de carrera, pasó a ser su primer libro para niños: Cereza Guinda, el álbum que él mismo escribió e ilustró fue publicado por Les ƒditions du Seui en marzo de 2006. Al año siguiente, Benjamín se convirtió en una joven celebridad del mundo editorial desde su exitoso lanzamiento en Estados Unidos por el sello Walker Books y gracias a la nominación de la prestigiosa Revista Time  que ubicó a Cereza Guinda dentro de los 10 mejores libros para niños publicados en el año 2007.
Desde entonces, escribió e ilustró muchos libros abordando temas tales como: la infancia, la melancolía y la diferencia. Para ello, ha utilizado técnicas variadas como el gouache, el lápiz y el grafito, las acuarelas y la pintura al óleo.
A lo largo de su trayectoria, Benjamín ha trabajado con Albin Michel, Barefoot Books (EE. UU.), Edelvives Archivado el 9 de febrero de 2014 en Wayback Machine. (España), Hemingway Corea (Corea), Milán, MaxMilo, Cerbatana, Sol, Walker Books (EE. UU.) y Le Seuil Jeunesse, la editorial con la que publicó la mayoría de sus libros.

Entre sus fuentes de inspiración se encuentran el movimiento Prerrafaelistas y el Quattrocento Italiano, primitivo flamenco, así como también artistas más contemporáneos: Tod Browning y su mundo "monstruos", Tim Burton, Fritz Lang y su película Metropolis, Ray Harryhausen, David LaChapelle o Diane Arbus. Su entorno personal y social, también son parte de su inspiración. Un ejemplo de ello, es su perro Virgil a quién procura incluir en la mayoría de sus obras.
Si bien la mayoría de las producciones de Lacombe conciernen al sector juvenil, también publicó libros ilustrados para adultos incluyendo entre ellos una reversión de los " Cuentos Macabros " de Edgar Allan Poe, con la traducción de Baudelaire, como así también la historia de " Notre-Dame de París " con texto íntegro de Victor Hugo.

Otros artistas han trabajado a partir de obras originales de Benjamín Lacombe, como Julien Martinez, un escultor y creador de muñecas contemporáneas, o Emmanuelle Andrieu, de la Casa de la Vidriera, que realizó una vidriera a partir de una ilustración de " Cuentos Macabros ".

## Obras

### Literatura Juvenil
- Caperucita Roja, Seuil Jeunesse edición (2004)
- La alargada sombra del amor, Resevoir Book (2005) texto de Mathias Mazieu
- Cereza Guinda, Seuil Jeunesse edición (2006)
- Cabellos Largos, Talents Hauts edición (2006)
- La fatídica noche de Ernest, Sarbacane edición (2007) (Texto coescrito con Sebastián Pérez)
- Los Amantes Mariposa, Seuil Jeunesse edición (2007)
- La mecánica del corazón, Resevoir Book (2007) texto de Mathias Mazieu
- La pequeña bruja, Seuil Jeunesse edición (2008) (Texto coescrito con Sebastián Pérez)
- Genealogía de una Bruja, Seuil Jeunesse edición (2008)
- La Niña Silencio, Seuil Jeunesse edición (2008) Texto Cécile Roumiguière
- El gran día de la pequeña Lin Yi, Milan Jeunesse edición (2009)
- Melodía en la Ciudad, Seuil Jeunesse edición (2009) Cuento musical
- Blancanieves, Edición Milan (2010)
- El herbario de las hadas, Albin Michel Jeunesse edición (2011) (Texto coescrito con Sebastián Pérez)
- La metamorfosis en el cielo, Resevoir Book (2011)texto de Mathias Mazieu
- Ondine, Albin Michel Jeunesse edición (2012)
- Balanceo de Navidad, Albin Michel Jeunesse edición (2012) Cuento musical (Texto coescrito con Olivia Ruiz)
- Alicia en el País de las Maravillas Metamorphose edición (2015) Cuento Lewis Carroll
- Alicia a través del espejo (2017) Cuento Lewis Carrol
- "Nuestra señora de parís" Victor Hugo

### Literatura de adultos
- Los Cuentos Macabros, Soleil edición (2009) (Texto de Edgar Allan Poe)
- Notre-Dame de Paris, Partie 1, Soleil edición (2011) (Texto de Victor Hugo)
- Notre-Dame de Paris, Partie 2, Soleil edición (2012) (Texto de Victor Hugo)
- Madame Butterfly, Soleil edición (2014) (basado en la ópera del mismo nombre)
- Carmen,Edelvives editorial 2017(texto Prosper Mérimée)

### Cómics
- El espíritu del tiempo Volumen 1, Soleil edición (2003)
- El espíritu del tiempo Volumen 2, Soleil edición (2005)

### Ilustraciones
- El maestro gato, Hatier edición (2003) (Ilustración de un cuento de Charles Perrault)
- ¿Por qué el caparazón de la tortuga?..., Seuil Jeunesse edición (2006) (Ilustración de un texto de Mimi Barthélémy)
- Cuéntame otra historia, Tourbillon edición (2007) (Ilustradores colectivos)
- Destino de los perros, Max Milo Jeunesse edición (2007) (Ilustración de un texto de Sebastián Pérez)
- El niño callado, Seuil Jeunesse edición (2008) (Ilustración de un texto de Cécile Roumiguière)
- Érase una vez, Seuil Jeunesse edición (2010)
- Rossignol, Seuil Jeunesse edición (2011) (Texto Sebastián Pérez)
- Historias de fantasmas de Japón, EdelVives (2019)
- Calendario 2020 sobre sus obras, (2020)
- Calendario Charlock, Flammarion Jeunesse (2021)(Texto Sebastián Pérez)

### Autor
- Azules del pantano, Milan Jeunesse Blues Bayou, mayo de 2009 (Ilustraciones de Daniela Cytryn)
- El cuaderno rojo, Seuil, abril de 2010 (Ilustraciones de Agata Kawa)